# Oxyrhopus melanogenys
Oxyrhopus melanogenys е вид змия от семейство Смокообразни (Colubridae). Видът не е застрашен от изчезване.

## Разпространение
Разпространен е в Боливия, Бразилия (Амазонас, Пара и Рондония), Гвиана, Еквадор, Колумбия и Перу.